# N. Simrock

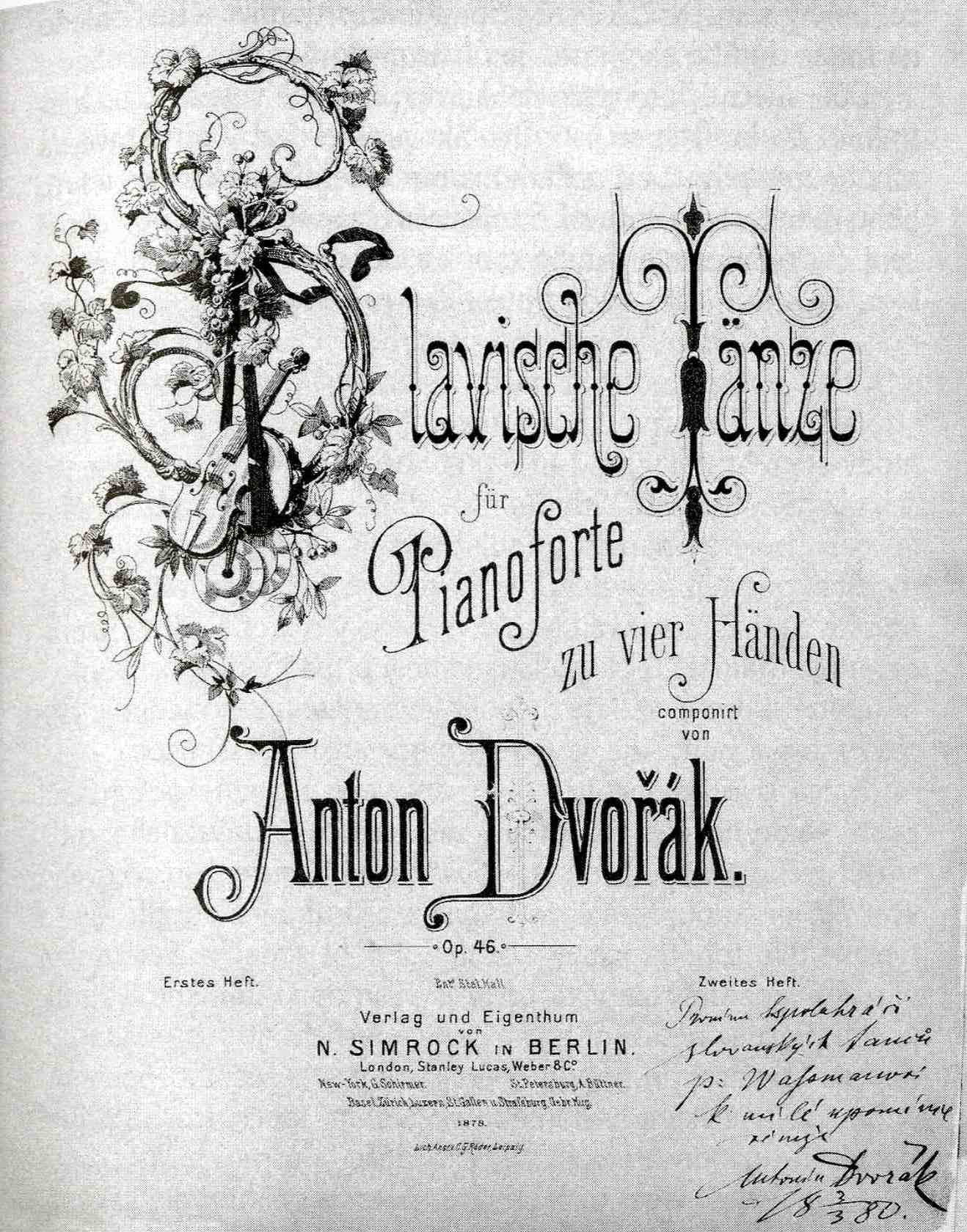
Portada de les Danses eslaves, op. 46 i 72 de Dvořák, versió per a piano a quatre mans

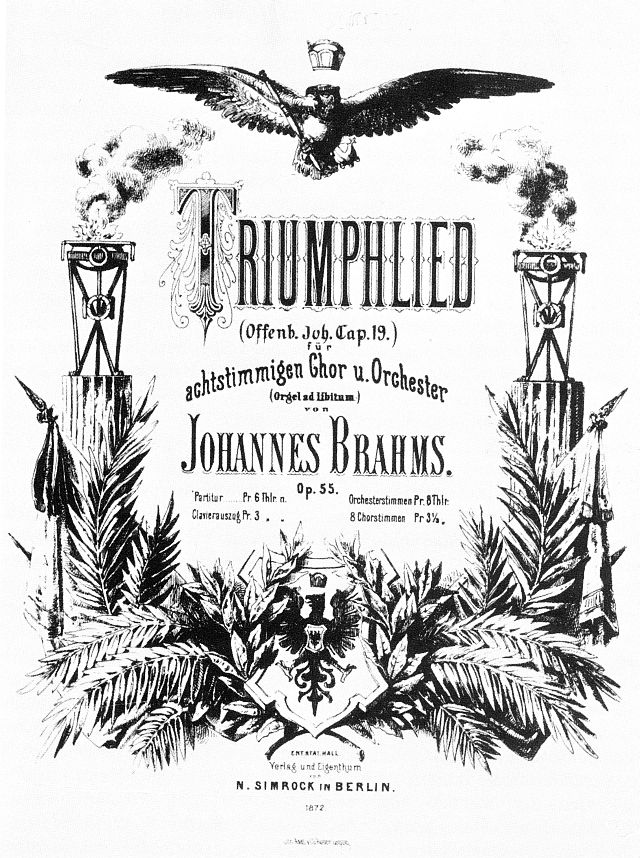
Portada de Triumphlied, op. 55 de Brahms.

N. Simrock (en alemany, Musikverlag N. Simrock, Simrock Verlag o, simplement, Simrock) fou una editora de música alemanya fundada per Nikolaus Simrock que va publicar moltes de les obres de compositors alemanys del segle xix. Va ser adquirida l'any 1929 per Anton J. Benjamin.
L'empresa va ser fundada el 1793 per Nikolaus Simrock a Bonn. El seu fill Peter Joseph la va expandir al segle xix, i el 1870 el seu fill menor Fritz la va traslladar a Berlín. El seu nebot Hans Simrock va dirigir posteriorment la companyia, i en 1907 va comprar una altra editora de música, Bartolf Senff de Leipzig. El 1911 la companyia va ser fusionada amb l'editorial d'Albert Ahn per formar companyia Ahn & Simrock, amb seu a Bonn i Berlín, però després es van separar. En 1929 va ser venuda a l'editor de Leipzig, Anton J. Benjamin, que va ser refundada novament el 1951 a Hamburg i comprada per Boosey & Hawkes el 2002.
Molts dels arxius i planxes de la companyia es van perdre durant la Segona Guerra Mundial i les partitures van haver de ser reproduïts a partir d'edicions antigues. La resta dels arxius es conserven actualment en la Sächsische Landesbibliothek – Staats- und Universitätsbibliothek Dresden (SLUB) de Leipzig, però algun material va ser dispersat durant la dècada de 1990 i començaments del 2000.
La companyia va ser la primera editora de noms importants de la música clàssica, incloent a Wolfgang Amadeus Mozart (amb el que podria haver editat la còpia manuscrita de La flauta màgica), Joseph Haydn, Ludwig van Beethoven (les 13 primeres edicions), Robert Schumann (incloent la seva Tercera simfonia), Johannes Brahms, Felix Mendelssohn (amb obres com els seus oratoris Elias i Paulus), Max Bruch (inclòs el primer Concert per a violí), Antonín Dvořák i Josef Suk.